# Ситуационные игры
Ситуацио́нные и́гры (или ситуацио́нные те́сты) — это подвид активного социально-психологического обучения, метод социального тренинга, при котором задаётся некоторая ситуация, и участники действуют в соответствии с ней. При этом они должны следовать как объективным свойствам сформулированной ситуации, так и своими субъективными представлениями о том, как действовать в таких ситуациях. По своей организации и целям ситуационные игры сходны с ролевыми, однако имеют и диагностическое значение.
Целью игры является не столько обучение конкретному ролевому поведению, сколько умению справляться со сложными ситуациями. Этот метод переплетается с тестом на спонтанность, но если в тесте на спонтанность участник взаимодействует с незнакомыми людьми, то в ситуационной игре ключевым фактором является ситуация.
Ведущий может предлагать как отдельные ситуации, так и несколько ситуаций подряд, объединённых в «каскад» или «слалом», где один и тот же персонаж должен решить задачи, специфичные для каждой из связанных ситуаций. Такой подход часто используется в тренингах.
Этап рефлексии — то есть самоанализа участниками процесса прошедшей игры и её результатов — подразумевает приобретение участниками опыта проживания соответствующих ситуаций без травмирующего воздействиях этих ситуаций, которое было бы при переживании их в реальной жизни. Это достигается в том числе и заимствованием опыта других игроков.